# Tomás Vaquero
Tomás Eduardo Vaquero Morris (San Pedro Sula, 21 de marzo de 1964) es un abogado y político hondureño, secretario de Gobernación, Justicia y Descentralización desde el 27 de enero de 2022.

## Biografía
Tomás Vaquero nació en San Pedro Sula, departamento de Cortés, el 21 de marzo de 1964. Se tituló como abogado en la Universidad Nacional Autónoma de Honduras y, posteriormente, egresó de una maestría en Gestión Pública. Está casado con Pamela Blanco Luque, con quien ha procreado tres hijos: Nicole, Fernando y Marcelo. Su hermano mayor, el agrónomo Roque Vaquero Morris, ha sido un reconocido académico de la Universidad EARTH en Costa Rica.
Después de haberse desempeñado como director ejecutivo de la Cámara de Comercio e Industrias de Cortés (CCIC), el 19 de enero de 2008 el presidente Manuel Zelaya lo juramentó como secretario de Recursos Naturales y Ambiente, en sustitución de Mayra Mejía. Ocupó el cargo hasta el 28 de junio de 2009, fecha en que Zelaya fue derrocado por el golpe de Estado de 2009. El 9 de octubre de 2009 se presentó un requerimiento fiscal en su contra, por suponérsele responsable de delitos de abuso de autoridad y violación de los deberes de los funcionarios, dictándosele auto de formal procesamiento, pero resultando absuelto.
El 27 de enero de 2022, tras la asunción de Xiomara Castro a la presidencia, y siendo considerada una de las personas de mayor confianza de los Zelaya-Castro, se le nombró secretario de Gobernación, Justicia y Descentralización.